# Le Royaume de ce monde
Le Royaume de ce monde (espagnol : El reino de este mundo) est un roman court de l'auteur cubain Alejo Carpentier, publié en 1949 en espagnol dans son pays natal et pour la première fois traduit en anglais en 1957.

## Synopsis
Œuvre de fiction historique, il raconte l'histoire d'Haïti, avant, pendant et après la Révolution haïtienne vu par le principal protagoniste, Ti Noel, qui sert de fil conducteur du roman.
Le roman est divisé en quatre parties. Dans la première, l'histoire se déroule dans la ville du Cap Français à Saint-Domingue. On y découvre Ti Noel, le personnage qui relie les différentes chroniques, aux côtés de son maître Monsieur Lenormand de Mezy. 

## Analyse du roman
Le travail de Carpentier a été influencé par son expérience multi-culturelle et sa passion pour les arts, ainsi que par d'autres auteurs comme Miguel de Cervantes. Le roman est né du désir de l'auteur de retracer les racines et l'histoire du Nouveau Monde, et intègre du réalisme magique.